# Ramiseto
Ramiseto là một đô thị ở tỉnh Reggio Emilia trong vùng Emilia-Romagna, có vị trí cách khoảng 90 km về phía tây của Bologna và khoảng 45 km về phía tây nam của Reggio Emilia. Tại thời điểm 31 tháng 12 năm 2004, đô thị này có dân số 1.432 và diện tích 98,5 km².
Đô thị Ramiseto có các frazioni (các đơn vị cấp dưới, chủ yếu là các làng) Braglie, Camporella, Canova, Casalobbio, Castagneto, Cecciola, Cerreggio, Enzano, Fornolo, Gazzolo, La Costa, Lugolo, Masere, Miscoso, Montedello, Montemiscoso, Pieve San Vincenzo, Poviglio, Succiso, Succiso Nuovo, Taviano, Tegge, Temporia, and Ventasso.
Ramiseto giáp các đô thị: Busana, Castelnovo ne' Monti, Collagna, Comano, Monchio delle Corti, Palanzano, Vetto.